# Cauberg
Cauberg es una colina en Valkenburg aan de Geul, una ciudad de los Países Bajos ubicada en la provincia de Limburgo. La longitud de la subida es de alrededor de 1200 m, con una pendiente media del 5,8 % y una máxima del 12%.
La clásica ciclista Amstel Gold Race utilizó esta subida como final desde 2003 hasta 2012. La carrera a menudo finalizaba con un sprint cuesta arriba de un pequeño grupo. Durante la carrera los ciclistas han subido el Cauberg dos veces antes de la final de la cumbre. Desde 2013, el Cauberg ya no es el final de la Amstel Gold Race, continuándose 1,8 km más.